# Dolny Taras (Bydgoszcz)
Dolny Taras – bydgoska dzielnica, licząca około 100 tys. mieszkańców, położona na północnym brzegu Brdy w centralnej części miasta.
Dolny Taras obejmuje 10 osiedli:
- Babia Wieś
- Bartodzieje
- Bielawy
- Bocianowo
- Bydgoszcz Wschód
- Okole
- Osiedle Leśne
- Skrzetusko
- Stare Miasto
- Śródmieście
- Zawisza